# Диміцький Богдан Пилипович
Богдан Пилипович Диміцький (нар. 6 травня 1942, село Синьовидсько Вижнє, тепер село Верхнє Синьовидне Сколівського району Львівської області) — український радянський діяч, секретар Львівського обласного комітету КПУ, 1-й секретар Старосамбірського районного комітету КПУ Львівської області.

## Біографія
Народився в багатодітній селянській родині.
У 1961 році закінчив Крукеницький сільськогосподарський технікум бухгалтерського обліку Львівської області.
Трудову діяльність розпочав у 1961 році в інспектурі держстатистики Самбірського району Львівської області. Служив у Радянській армії.
У 1968 році закінчив Львівський сільськогосподарський інститут, економіст.
У 1968—1973 роках — економіст, головний економіст радгоспу «Сколівський» Сколівського району Львівської області.
Член КПРС з 1973 року.
З 1973 року — начальник управління сільського господарства — заступник голови виконавчого комітету Сколівської районної ради народних депутатів Львівської області.
У 1981 році закінчив заочно Вищу партійну школу при ЦК КПУ в місті Києві.
У 1981—1982 роках — інструктор відділу організаційно-партійної роботи Львівського обласного комітету КПУ.
У 1982—1986 роках — голова виконавчого комітету Старосамбірської районної ради народних депутатів Львівської області.
У листопаді 1986 — липні 1989 роках — 1-й секретар Старосамбірського районного комітету КПУ Львівської області.
21 липня 1989 — серпень 1991 року — секретар Львівського обласного комітету КПУ з питань сільського господарства.
Потім — на пенсії в місті Львові.

## Нагороди
- ордени
- медалі